# ゲイラカイト
ゲイラカイト（Gayla Kite）は、アメリカ合衆国のゲイラインダストリ－ズが製造する凧の日本での商品名。

## 概要
凧の概念を覆す斬新なデザインと高性能な飛行機能が評判を呼び、1970年代の日本で大ブームを巻き起こした。
材質はビニールとプラスティック、形状は三角形の「ロガロ翼」。
「ロガロ翼」の発明者フランシス・ロガロがNASAの前身NACAに所属した経験があるため、日本では「NASAの元技術者が開発」と謳われた。
種類は白地に黒縁の目の「Sky Spy」、黒地に赤縁の目の「Baby Bat」、鷲が描かれた「Fantazma Gordo」などがある。
1974年、安治川鉄工建設株式会社（当時）の子会社、株式会社AGがアメリカより輸入し、ソニープラザ等で販売．親会社の安治川鉄工株式会社が、2004年 民事再生の手続きに入る前の2003年に、株式会社タカラ（現在のタカラトミー）に株式譲渡。2010年代からはカワダ傘下の株式会社あおぞらが輸入・販売している。
2013年2月、タカラトミーが姉妹品の室内用玩具「ホームカイト」を発売した。　